# Ga Busanjin
Ga Busanjin (tiếng Hàn: 부산진역; Hanja: 釜山鎮驛) là ga đường sắt nằm ở Dong-gu, Busan, phía Nam Hàn Quốc. Nó là ga cuối của Tuyến Donghae Nambu đến Pohang, và dừng trên Tuyến Gyeongbu đến Seoul. Nhà ga đã đóng cửa trong năm 2005.
Nó còn có ga dưới lòng đất của Busan Metro tuyến 1. Nó nằm giữa ga Choryang và Jwacheon.

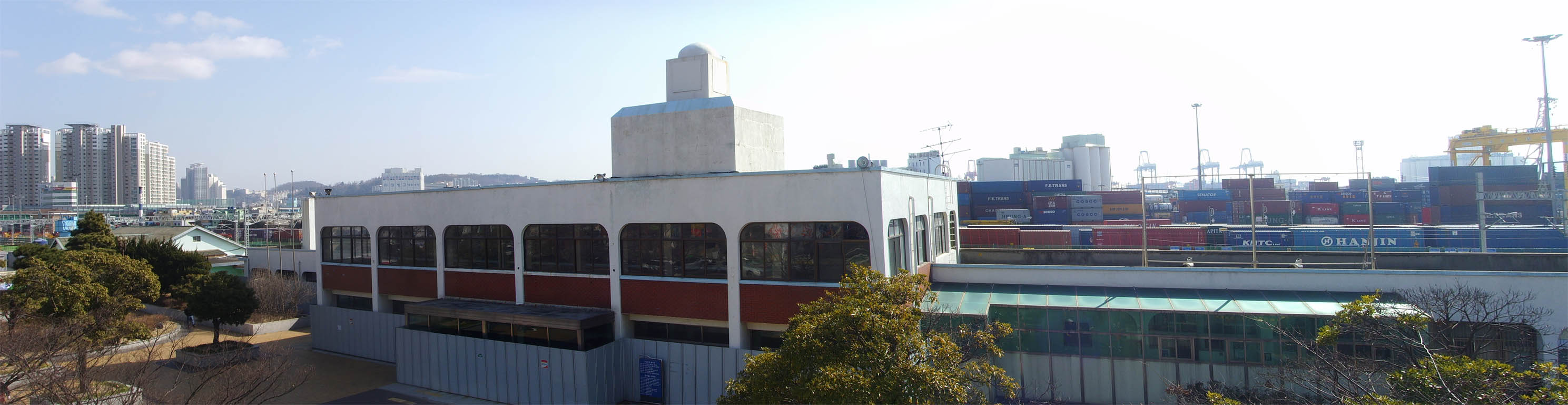
Ga Busanjin

## Liên kết
- Trạm thông tin mạng từ Tổng công ty vận chuyển Busan